# Kran 2
Kran 2 är en bevarad hamnkran i Halmstad, som tillverkades 1921 av ett dotterföretag till AB Malcus Holmquist i Halmstad och levererades till Halmstads hamn. Den är placerad på Tullkammarkajen på östra sidan av Nissan, omedelbart söder om Tullhuset.
Den restaurerades 2005-2007 av Föreningen Kranens Vänner och ägs av Halmstads kommun. Kran 2 är den äldsta elektrifierade hamnkranen som finns kvar i landet. Den har en lyftkapacitet på 5,7 ton och en räckvidd på 15 meter.
Kranen var i drift till 1999. 

## Att läsa vidare
- Anders Bengtsson: Kran 2 i Halmstads hamn - dess historia och bevarande, 2009, i Föreningen Gamla Halmstads årsbok nr 86 2009